# Cariclo (moglie di Chirone)
Nella mitologia greca, Cariclo (in greco antico: Χαρικλώ?, Chariklṑ) era una ninfa del monte Pelio.

## Genealogia
Cariclo era figlia di Apollo, Perse od Oceano. Fu moglie del centauro Chirone, dal quale ebbe Ociroe, Caristo e le ninfe pelionidi. 

Assieme al marito, allevò diversi eroi, fra cui Achille, Peleo.

## Mitologia
In alcune traduzioni degli scritti di Plutarco questo personaggio è stato confuso con una omonima Cariclo che fu moglie di Scirone (che non è il centauro Chirone) e che fu madre di Endeide.
Da Cariclo prende il nome l'asteroide 10199 Chariklo.

### Fonti
- Apollonio Rodio, Libro I, 557-558

### Moderna
- Luisa Biondetti, Dizionario di mitologia classica, Milano, Baldini&Castoldi, 1997, ISBN 978-88-8089-300-4.
- Pierre Grimal, Enciclopedia della mitologia 2ª edizione, Brescia, Garzanti, 2005, ISBN 88-11-50482-1. Traduzione di Pier Antonio Borgheggiani
- Pierre Grimal, La mitologia greca, Roma, Newton, 2006, ISBN 88-541-0577-5.